# Xyonysius californicus
Xyonysius californicus är en insektsart som först beskrevs av Carl Stål 1859.  Xyonysius californicus ingår i släktet Xyonysius och familjen fröskinnbaggar.

## Underarter
Arten delas in i följande underarter:
- X. c. californicus
- X. c. alabamensis